# 成致平
成致平（1926年10月—2015年10月2日），谱名乃瑛，学名仁甫，山西平遥人，中华人民共和国政治人物。

## 生平
1948年，奔赴延安，任西北贸易公司关中分公司业务员，陕甘宁边区政府工商厅物价员。1949年12月，加入中国共产党。1950年，任甘肃贸易公司重庆公司军代表，西南蚕丝公司监理员，西南军政委员会贸易部物价处副处长、计划处第一副处长，西南行政委员会商业局物价室主任。1955年，进入中华人民共和国商业部，后担任云南省人委财贸办公室秘书。1977年，任国家物价总局副总局长、后升任国家物价局局长，兼任国务院物价小组副组长，2003年退休。2015年10月2日在北京去世，享年89岁。
他曾任第八届全国人大财经委员会委员。